# روبرت مارشال (منافس ألعاب قوى)
روبرت مارشال (بالفرنسية: Robert Marchal)‏ هو منافس ألعاب قوى فرنسي، ولد في 10 نوفمبر 1901 في Tournan-en-Brie ‏ في فرنسا، وتوفي في 15 يوليو 1961.

## وصلات خارجية
- روبرت مارشال على موقع أوليمبيديا (الإنجليزية)